# ماريو دي غراسي
ماريو دي غراسي (بالإيطالية: Mario De Grassi)‏ (17 يوليو 1937 في إيطاليا - ) هو لاعب كرة قدم إيطالي في مركز الوسط. لعب مع نادي تريستينا ونادي كاسيرتانا ونادي بوتنزا وASD Unione Fincantieri Monfalcone ‏.

## وصلات خارجية
- ماريو دي غراسي على موقع عالم كرة القدم.نت (الإنجليزية)